# Cleomenes ornatus
Cleomenes ornatus är en skalbaggsart som beskrevs av Holzschuh 1981. Cleomenes ornatus ingår i släktet Cleomenes och familjen långhorningar.
Artens utbredningsområde är Nepal. Inga underarter finns listade i Catalogue of Life.